# Milad Alirzayev
Milad Valerikovich Alirzayev –en ruso, Милад Валерикович Алирзаев– (13 de junio de 1998) es un deportista ruso que compite en lucha grecorromana. Ganó una medalla de bronce en el Campeonato Europeo de Lucha de 2021, en la categoría de 87 kg.

## Palmarés internacional
| Campeonato Europeo | Campeonato Europeo | Campeonato Europeo | Campeonato Europeo |
| Año                | Lugar              | Medalla            | Categoría          |
| ------------------ | ------------------ | ------------------ | ------------------ |
| 2021               | Varsovia (Polonia) | Medalla de bronce  | 87 kg              |